# Cutlass (Kurzfilm)
Cutlass ist ein Kurzfilm aus dem Jahr 2007. Kate Hudson führte Regie und schrieb das Drehbuch. Der Film ist in Deutschland nicht erschienen.

## Handlung
Lacy ist ein großer Musikfan. Sie hat in einem Musikgeschäft eine großartige, aber teure Gitarre entdeckt. Sie ist sehr von der Gitarre begeistert und fragt ihre Mutter, ob sie ihr die Gitarre kauft. Allerdings sagt ihre Mutter „definitiv nein“, aber nach dieser Entscheidung erinnerte sie sich daran, wie sie unbedingt ein rotes Cabrio haben wollte, als sie jung war. Am Ende ändert die Mutter ihre Entscheidung und erfüllt Lacys Wunsch.